# Borkwalde

Kirche Borkwalde

Typisches Haus im Borkwalde

Abendliche Stimmung in der Schwedensiedlung

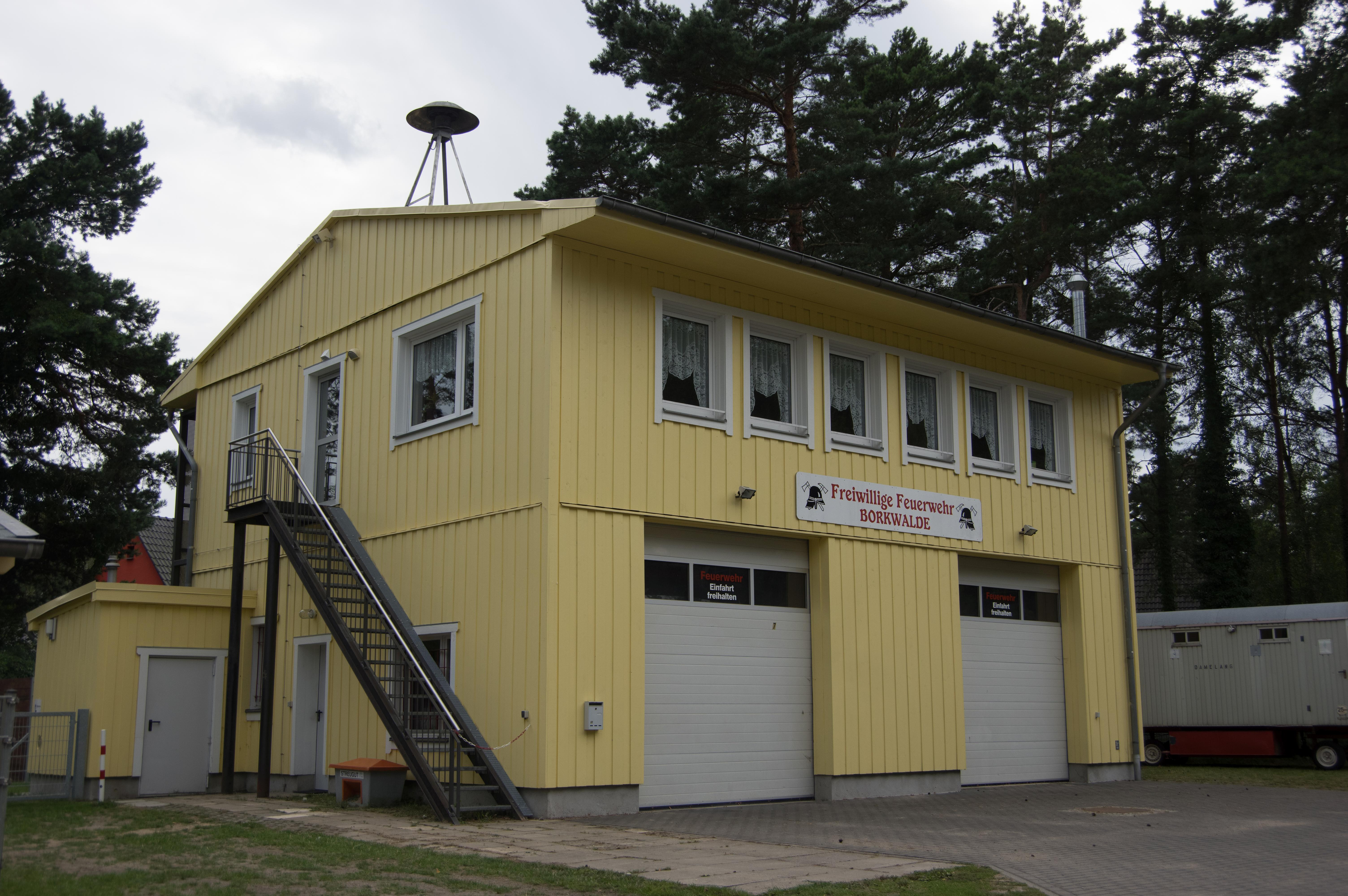
Freiwillige Feuerwehr

Borkwalde ist wie seine Nachbargemeinde Borkheide eine Waldgemeinde im Landkreis Potsdam-Mittelmark in Brandenburg. Sie wird vom Amt Brück verwaltet und ist die jüngste Ortschaft in diesem Amt.

## Geographie
Der Ort liegt im Bereich der geologischen Hochfläche Zauche, südwestlich des Berliner Ringes zwischen Beelitz und Kloster Lehnin. Im Westen und Süden wird Borkwalde vom Truppenübungsplatz Lehnin und im Osten von einem 100 Hektar großen „Vorsorgestandort für großflächige gewerblich-industrielle Vorhaben“ eingeschlossen.

## Gemeindegliederung
Borkwalde hat keine amtlich ausgewiesenen Ortsteile, bewohnten Gemeindeteile oder Wohnplätze.

## Geschichte
Bis zum Beginn des 20. Jahrhunderts bestand das Territorium von Borkwalde nur aus Wald. Das Gebiet der heutigen Waldgemeinde lag südlich der kursächsischen Exklavendörfer Busendorf, Kanin und Klaistow in der Mark Brandenburg und trug den Namen Markgrafenheide. Der Ort entstand durch den Verkauf von Wäldern, die Kaniner und Busendorfer Großbauern gehörten. Es gibt dabei keinen Zusammenhang mit der Entstehung der Gemeinde Borkheide. Als erster Besitzer der Kolonie Borkwalde wird der Justizrat Bredereck aus Berlin genannt. Er erwarb im Jahr 1912 in sehr kurzer Zeit 150 Morgen Waldterrain. Immer mehr Berliner bauten in der ruhigen Waldlandschaft Häuser und Lauben, vor allem für die Nutzung am Wochenende. So entstand der heute Alt-Borkwalde genannte Siedlungsteil.
In den 1920er Jahren setzte wiederum ein großer Besiedlungsboom ein, und das Gebiet wurde um die Kolonie Saalberg erweitert. Am 19. April 1928 gründeten die Siedler den Grundbesitzerverein Siedlung Wochenende, der 1932 seinen Namen in Grundbesitzverein Borkwalde änderte. Das Jahr dieser Namensänderung betrachten die Borkwalder als ihr Gründungsjahr. Obwohl amtlich nur wenige Einwohner registriert waren, hielten sich an den Wochenenden teilweise bis zu 3000 Menschen in der Waldsiedlung auf. Die Deutsche Reichsbahn warb sogar mit einer Siedlerkarte; wer weniger als 30 m² Wohnfläche besaß, konnte am Wochenende für 60 Pfennige von Berlin nach Bork fahren.
Auch in neuerer Zeit entstanden auf einer Fläche von 35 Hektar zahlreiche Eigenheime und Mehrfamilienhäuser – fast ausschließlich als farbenfrohe Holzhäuser („Schwedensiedlung“). Es handelt sich dabei um die deutschlandweit größte zusammenhängende Holzhaussiedlung.
Verwaltungsgeschichte
Die Kolonie Borkwalde entstand auf dem Gebiet der Gemeinde Kanin im Kreis Zauch-Belzig in der preußischen Provinz Brandenburg. Am 1. Juni 1938 wurde Borkwalde aus Kanin ausgegliedert und zu einer eigenständigen Gemeinde erhoben. Von 1952 bis 1993 gehörte Borkwalde zum Kreis Belzig (1952–1990 im DDR-Bezirk Potsdam, 1990–1993 in Brandenburg). Seit 1993 ist die Waldgemeinde Teil des Landkreises Potsdam-Mittelmark.

## Bevölkerungsentwicklung
| Jahr | Einwohner |
| ---- | --------- |
| 1946 | 763       |
| 1950 | 569       |
| 1964 | 580       |
| 1971 | 481       |
| 1981 | 394       |
| 1985 | 375       |

| Jahr | Einwohner |
| ---- | --------- |
| 1990 | 0391      |
| 1995 | 1 068     |
| 2000 | 1 351     |
| 2005 | 1 529     |
| 2010 | 1 564     |
| 2015 | 1 496     |

| Jahr | Einwohner |
| ---- | --------- |
| 2020 | 1 680     |
| 2021 | 1 843     |
| 2022 | 1 953     |
| 2023 | 2 103     |
| 2024 | 2 105     |

Gebietsstand des jeweiligen Jahres mit der entsprechenden Einwohnerzahl: Stand 31. Dezember (ab 1991),, ab 2011 auf Basis des Zensus 2011, ab 2022 auf Basis des Zensus 2022

## Politik

### Gemeindevertretung
Die Gemeindevertretung von Borkwalde besteht entsprechend der Einwohnerzahl der Gemeinde seit 2024 aus zwölf Gemeindevertretern und dem ehrenamtlichen Bürgermeister. Die Kommunalwahl am 9. Juni 2024 führte bei einer Wahlbeteiligung von 67,6 % zu folgendem Ergebnis:
| Partei / Wählergruppe          | Stimmenanteil 2019 | Sitze 2019 |        | Stimmenanteil 2024 | Sitze 2024 |
| ------------------------------ | ------------------ | ---------- | ------ | ------------------ | ---------- |
| Wir in Borkwalde               | 26,4 %             | 3          | 32,0 % | 4                  |            |
| AfD                            | 14,7 %             | 1          | 21,2 % | 2                  |            |
| Bündnis 90/Die Grünen          | 10,8 %             | 1          | 14,6 % | 2                  |            |
| SPD                            | 11,8 %             | 1          | 10,1 % | 1                  |            |
| CDU                            | –                  | –          | 08,6 % | 1                  |            |
| BVB/Freie Wähler               | 15,5 %             | 2          | 07,1 % | 1                  |            |
| Borkwalde sozial               | –                  | –          | 06,4 % | 1                  |            |
| Die Linke                      | 16,0 %             | 2          | –      | –                  |            |
| Einzelbewerberin Manja Kuschan | 04,9 %             | –          | –      | –                  |            |
| Insgesamt                      | 100 %              | 10         | 100 %  | 12                 |            |

### Bürgermeister
- 1998–2014: Marco Wilde[11]
- 2014–2019: Renate Krüger (Die Linke)[12]
- seit 2019: 0 Egbert Eska (Wir in Borkwalde)

Eska wurde bei der Bürgermeisterwahl am 26. Mai 2019 mit 69,7 % der gültigen Stimmen gewählt. Am 9. Juni 2024 wurde er ohne Gegenkandidat mit 75,8 % der gültigen Stimmen in seinem Amt bestätigt. Seine Amtszeit beträgt fünf Jahre.

## Sehenswürdigkeiten
Sehenswert ist die deutschlandweit größte zusammenhängende Holzhaussiedlung im schwedischen Baustil. Sie sticht durch die Farbigkeit und den Baustil der einzelnen Gebäude hervor. Bedauerlicherweise wurde bei der Erweiterung des Ortes auf die traditionelle Holzbauweise mit ihrer Farbigkeit verzichtet, wodurch der Eindruck einer monotonen weißen Neubausiedlung entstanden ist. Im Ortszentrum befindet sich am Kreisverkehr ein denkmalgeschützter Gedenkstein für Ernst Thälmann sowie eine als Bodendenkmal ausgewiesene Grenzmarkierung.

## Verkehr
Borkwalde liegt an der Kreisstraße K 6917 zwischen Busendorf und Borkheide. Die nächstgelegenen Autobahnanschlussstellen sind Glindow an der A 10 (südlicher Berliner Ring) und Beelitz Heilstätten an der A 9 (Berlin–München).
Der nächstgelegene Bahnhof ist Borkheide an der Bahnstrecke Berlin–Blankenheim. Er wird von der Regional-Expresslinie RE 7 zwischen Berlin Ostbahnhof und Dessau bedient.

## Persönlichkeiten
- Harry Kosczol (* 1921), Orchesterleiter, lebt in Borkwalde
- Peter Gardosch (1930–2022), Holocaust-Überlebender, lebte bis zu seinem Tod in Borkwalde
- Gerd Harms (* 1953), Politiker (SPD), lebt in Borkwalde
- Andrea Jennert (* 1962), Schriftstellerin, lebte bis 2016 in Borkwalde
- Lars Hünich (* 1971), Politiker (AfD), lebt in Borkwalde